# Larissa Pankova
Larissa Olégovna Pankova (en rus Лариса Олеговна Панкова) (Semei, Kazakhstan, 12 de maig de 1991) és una ciclista russa professional del 2012 al 2015. Va participar en els Jocs Olímpics de Londres de 2012.

## Palmarès
- 2011
  -  Campiona d'Europa sub-23 en ruta
  - Vencedora d'una etapa a la Gracia Orlová
- 2012
  - 1a al Tour de Feminin-O cenu Českého Švýcarska i vencedora de 3 etapes